# Ángel Ortiz
Ángel Ortiz (sinh ngày 27 tháng 12 năm 1977) là một cầu thủ bóng đá người Paraguay.

## Đội tuyển bóng đá quốc gia Paraguay
Ángel Ortiz thi đấu cho đội tuyển bóng đá quốc gia Paraguay từ năm 2003 đến 2007.

## Thống kê sự nghiệp
| Đội tuyển bóng đá Paraguay | Đội tuyển bóng đá Paraguay | Đội tuyển bóng đá Paraguay |
| Năm                        | Trận                       | Bàn                        |
| -------------------------- | -------------------------- | -------------------------- |
| 2003                       | 13                         | 0                          |
| 2004                       | 6                          | 0                          |
| 2005                       | 7                          | 0                          |
| 2006                       | 0                          | 0                          |
| 2007                       | 1                          | 0                          |
| Tổng cộng                  | 27                         | 0                          |